# Adolph Schroedter
Adolph Schroedter, né le 28 juin 1805 à Schwedt/Oder et mort le 9 décembre 1875 à Karlsruhe, est un peintre et graphiste allemand de l'École de peinture de Düsseldorf et un pionnier de la bande dessinée allemande.

## Biographie

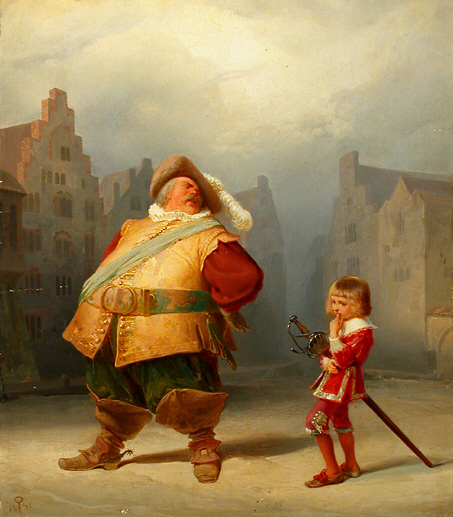
Falstaff et son page, 1867

Adolph Schroedter est le fils d'un graveur. En 1820, il va à Berlin suivre les cours de gravure sur cuivre du maître Ludwig Buchhorn. Mais en 1827, il étudie la peinture à l'université des arts de Berlin puis en 1829 auprès de Wilhelm von Schadow à Düsseldorf où il habite jusqu'en 1848. Il va vivre à Francfort mais revient à Düsseldorf en 1854. Dès 1847, il réalise des illustrations politiques et sociales pour un journal satirique, le Düsseldorfer Monathefte.
En 1859, Schroedter est nommé professeur d'ornementation à l'académie des beaux-arts de Carlsruhe et le reste jusqu'en 1872.

## Famille
Adolph Schroedter épouse en 1840 à Gummersbach Alwine Heuser, une nièce de Henriette Jügel, qui deviendra peintre florale et orientale. La sœur aînée d'Alwine, Ida, est l'épouse du peintre Carl Friedrich Lessing. Une fille d'Adolph Schroedter, Malwine, épousera le peintre Anton von Werner qui deviendra le recteur de l'Académie des arts de Berlin.

## Œuvre
Adolph Schroedter est un graphiste polyvalent : peinture, lithographie, gravure sur bois et sur cuivre ; auteur d'illustration de livres humoristiques, de dessins et écrits satiriques, illustrateur botaniste et orientaliste.

### Illustrations
- In:  Adelbert von Chamisso's Werke. Band 4: Gedichte. Adelberts Fabel. Peter Schlemihl. - Leipzig : Weidmann, 1836. - Édition numérisée

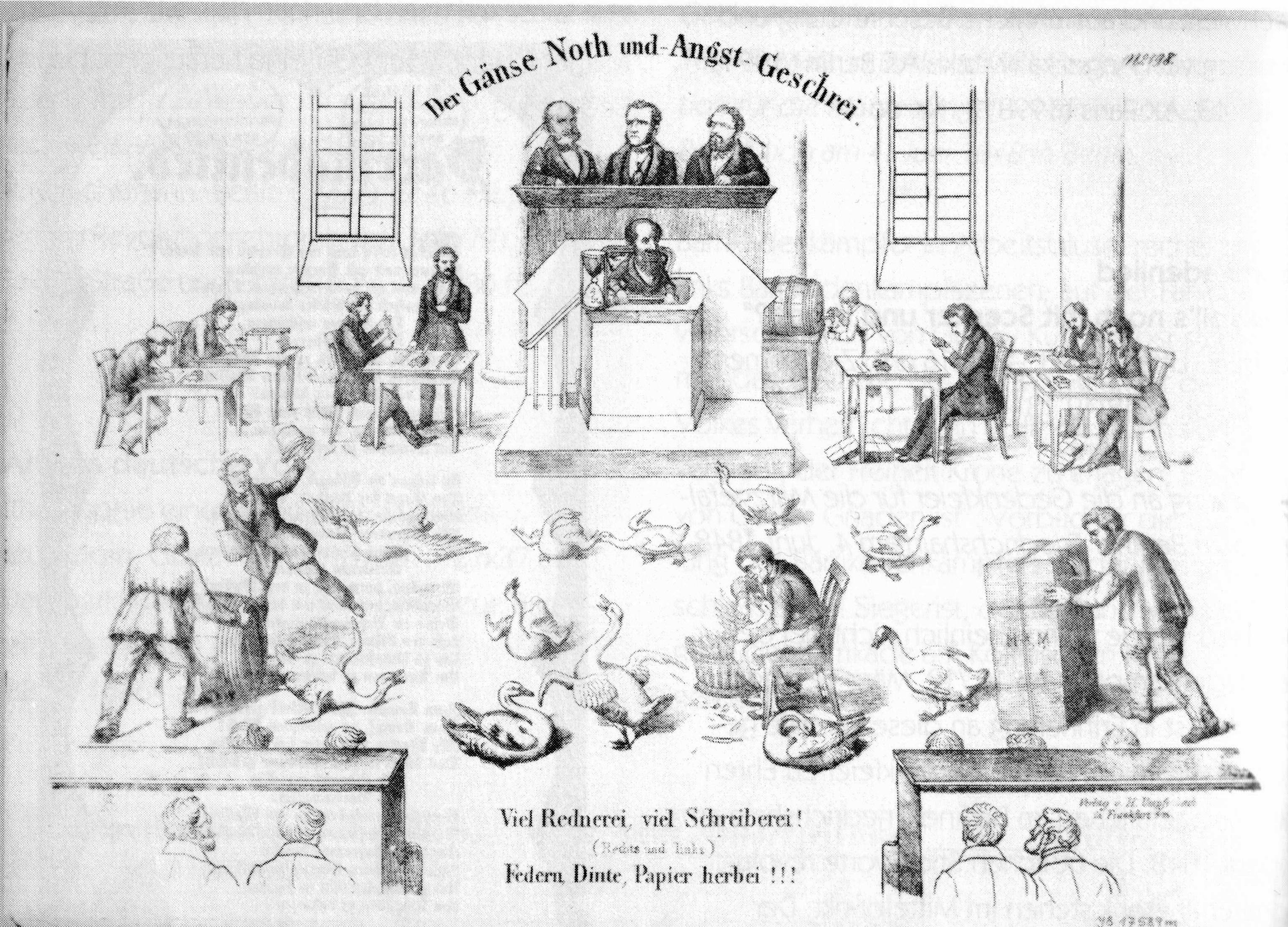
Lithographie, Adolf Schroedter, 1848. Der Gänse Noth und Angst-Geschrei

- In: Reinick, Robert. Lieder eines Malers mit Randzeichnungen seiner Freunde. - 1836-1852.
  - Lieder eines Malers mit Randzeichnungen seiner Freunde. - Düsseldorf: Schulgen-Bettendorff, 1838, farbige Mappen-Ausgabe. Édition numérisée
  - Lithographie, Adolf Schroedter, 1848. Der Gänse Noth und Angst-GeschreiLieder eines Malers mit Randzeichnungen seiner Freunde. - Düsseldorf: Schulgen-Bettendorff, 1838. Édition numérisée
  - Lieder eines Malers mit Randzeichnungen seiner Freunde. - Düsseldorf : Buddeus, 1839-1846. Édition numérisée
  - Lieder eines Malers mit Randzeichnungen seiner Freunde. - Leipzig : Vogel, ca. 1852. Édition numérisée
- Ihren Freunden empfehlen sich als Verlobte Adolf Schrödter und Allwiena Heuser : September 1839 ; Düsseldorf Gummersbach. Düsseldorf, 1839 Édition numérisée
- In:  Album deutscher Künstler in Originalradirungen. - Düsseldorf : Buddeus, 1841. Édition numérisée
- In: Musäus, Johann Karl/ Klee, Julius Ludwig (Hrsg.). Volksmährchen der Deutschen. Mit Holzschnitten nach Originalzeichnungen. - Leipzig : Mayer und Wigand, 1842. Édition numérisée
- In: Deutsche Dichtungen mit Randzeichnungen deutscher Künstler. - Düsseldorf : Buddeus, (Bände 1-2) 1843. Édition numérisée
- In: Album deutscher Dichter / Mit 36 Original-Zeichnungen deutscher Künstler, als : A. v. Schroeter, J. B. Sonderland, Theod. Hosemann, A. Menzel, v. Kloeber, F. Holbein, Rosenfelder u. a. m. - Berlin : Hofmann, 1848. - Édition numérisée
- Detmold, Johann Hermann. Thaten und Meinungen des Herrn Piepmeyer, Abgeordneten zur constituierenden Nationalversammlung zu Frankfurt am Main. - Frankfurt am Main : Jügel, 1848-1849. Édition numérisée
- Thaten und Meinungen des Herrn Piepmeyer, Zeichnungen: Adolph Schroedter, Text: Hermann Detmold, Carl Jügel: Frankfurt am Main 1849 (Hefte 1-6 und Buch) [mets=http%3A%2F%2Fwww.zvdd.de%2Fdms%2Fmetsresolver%2F%3FPPN%3Durn%3Anbn%3Ade%3Ahbz%3A061%3A2-390 Édition numérisée]
- In: Märchen und Sagen für Jung und Alt. - Düsseldorf : Arnz : Voß, 1857, Band 2. Édition numérisée
- Till Eulenspiegels auserlesene Schwänke. Nach den ältesten Drucken hergestellt von Karl Simrock. - Düsseldorf : Arnz, 1857. Édition numérisée
- Was ihr wollt, 1859. Édition numérisée
- In: Friedrich Rückert's Liebesfrühling. - Frankfurt a. M : Sauerländer, 1861-1874. Édition numérisée
- Sechs Bilder zum Don Quixote. Erfunden und radirt von A. Schrödter. - Altona : Meyer, 1863. Édition numérisée
- In: Eichrodt, Ludwig. Deutsches Knabenbuch : hundert Gestalten in Wort und Bild. - Lahr : Schauenburg, 1864. Édition numérisée
- In: Album deutscher Kunst und Dichtung. Mit Holzschnitten nach Originalzeichnungen der Künstler, ausgeführt von R. Brend'amour. Hrsg. Friedrich Bodenstedt. - Berlin : Grote, 1867. Édition numérisée
- In: Frauen-Brevier für Haus und Welt : Eine Auswahl der besten Stellen aus namhaften Schriftstellern über Frauenleben und Frauenbildung. - Leipzig : Amelang, 1893 (7. Aufl.). Édition numérisée